# Wulfar von Reims
 Wulfar  oder Wulfaire († 816) war von 812 bis 816 Erzbischof von Reims. Während seiner Amtszeit fand 813 eine Synode statt.